# El cadáver del señor García
El cadáver del señor García es una obra de teatro en tres actos, de Enrique Jardiel Poncela, estrenada en el Teatro de la Comedia de Madrid el 21 de febrero de 1930.

## Argumento
La aparición del cadáver de un suicida en la vivienda de Hortensia, una mujer acomodada que estaba brindando con su futuro marido Abelardo por su felicidad, provoca un gran revuelo entre todos los miembros de la comunidad. El finado, desesperado por un desengaño amoroso, pretendía acabar con su vida en el piso de su amada, a modo de venganza. Pero se confundió de casa, no fue la de Delfina (su prometida) fue a la de Hortensia
.

## Personajes
- Sebastián: El amigo
- Ramona: La doncella
- Abelardo: El enamorado
- Hortensia: La enamorada
- Escolástica: La portera
- Delfina: La amiga
- Mirabeau: El orador
- Magda: La hija del coronel
- Don Evelio: El juez
- Don Casimiro: El forense
- Señor García: El cadáver
- Hipo: El médico
- Olga: La recitadora rusa
- Laura: La cocinera
- Suárez: El coronel
- Damian: El portero
- Mariano: El sereno
- Menéndez: El oficial del juzgado

## Representaciones destacadas
- Teatro (Estreno, 1930). Intérpretes: Casimiro Ortas, Antonio Riquelme, Mariano Azaña, Pedro Zorrilla.
- Televisión (24 de julio de 1965, en el espacio Teatro para todos, de TVE). Dirección: Domingo Almendros. Intérpretes: Luisa Fernanda Gaona, Asunción Villamil, Laly Soldevila, Pablo Sanz, Luis Sánchez Polack.
- Muestra de Teatro Aficionado de El Ejido (2014). Intérpretes: Tania Gaitán, Sheila Rivas, Mickey Sant, María Fernández entre otros. Dirección: Antonio Rodríguez Quero.